# Roșcea, Putîvl
Roșcea (în ucraineană Роща) este un sat în comuna Veazenka din raionul Putîvl, regiunea Sumî, Ucraina.

## Demografie
Componența lingvistică a localității Roșcea
     Ucraineană (79,66%)
     Rusă (20,34%)
Conform recensământului din 2001, majoritatea populației localității Roșcea era vorbitoare de ucraineană (79,66%), existând în minoritate și vorbitori de rusă (20,34%).